# Ivo Sanader
Ivo Sanader (tidigare Ivica Sanader), född 8 juni 1953 i Split, Kroatien, SFR Jugoslavien,
är en kroatisk politiker som var Kroatiens premiärminister 2003-2009. 
Sanader tillhörde tidigare det konservativa partiet Kroatiska demokratiska unionen (HDZ). 2003 efterträdde han Ivica Račan på premiärministerposten och som premiärminister ledde han 2003-2009 en koalition bestående av HDZ, det liberala Kroatiska socialliberala partiet (HSLS) och det konservativa Demokratisk center (DC).
Den 1 juli 2009 meddelade han sin avgång och föreslog Jadranka Kosor som sin efterträdare. Den 3 januari 2010 meddelade han sin återkomst i den aktiva partipolitiken vilket resulterade i att HDZ senare uteslöt honom ur partiet. I december 2010 arresterades han i Österrike, anklagad för korruption. Han utlämnades från Österrike till Kroatien i juli 2011. I november 2012 dömdes han till tio års fängelse för att ha mottagit mutor.